# Episodio dramático
Episodio dramático significa al presente una historia inserta en el asunto principal del poema dramático que por esta razón se llama una historia de dos filos, como quien dijera una obra de duplicada trama. 
Este episodio lejos de ser una pieza inútil al asunto, está de tal modo a él incorporada que no es possible separarla sin destruir la obra: la persona activa en el episodio, se halla y está interesada en el suceso de los negocios del teatro de suerte que las aventuras del Héroe hacen temer o esperar alguna cosa para esta persona extraña que por entonces no es ya inútilmente forastera. En otro tiempo era el Episodio como un acto de la tragedia, que se veía inserto entre los cantos del coro y de donde provino su nombre compuesto de las voces griegas una que denota lo que se insertó o añadió y otra, entrada o llegada. Fue pues el poeta Thespis quien inventó estos Episodios introduciendo un actor que recitaba algunos discursos para dar lugar a los músicos y danzarines del Coro a que reposasen porque antes de él el coro solo contaba la tragedia y no había actores que recitasen versos en el teatro. 
Este intermedio añadido al coro, habiendo agradado al pueblo, Esquilo que vivió cerca de 10 años después de Thespis, sacó a plaza dos actores y les dio vestidos convenientes para mejor representar los héroes y los personajes de mayor estofa. Sófocles que nació diez o doce años después de la muerte de Esquilo, introdujo tres actores sobre el teatro y añadió las decoraciones de la escena. Así se ve que estos episodios eran algo de semejantes a los actos de la tragedia nueva porque se recitaban entre dos cantos de coro, como los actos se recitan entre dos conciertos de música o de violones. Cuando se introdujeron estos episodios, los sacerdotes de Baco se quejaron voz en cuello de que contenían cosas muy diferentes y diversas del verdadero asunto de la tragedia que debía ser tomada de las acciones o de los misterios de su Dios lo cual dio lugar a este proverbio, nihil ad Dionyssium, en todo esto nada de Baco. 
Plutarco hablando de esta novedad dice devolver la tragedia y hacerla pasar del honor de Baco a las fábulas y a las pasiones pero las quejas de los sacerdotes de Baco no impidieron el progreso de este poema que logró éxito tan favorable que lo que antes y en otro tiempo era episodio, llegó a ser el fondo y el fundamento de la misma tragedia. Como al principio el coro no tenía actores, estuvieron algunas veces los actores sin coro en la comedia y ya no tienen coros las tragedias, sino solamente cinco actos que representan cinco episodios de los antiguos. 
Castelvetro y algunos otros dicen que el actor del episodio introducido por Thespis era un personaje bufón que contaba solo, que danzaba y tocaba a un mismo tiempo un instrumento. Que Esquilo introdujo en ello dos, separando la danza del canto y de los instrumentos y que Sófocles patentó tres sobre el teatro para ejercer estas tres acciones diferentes pero es error el que en ello suponga otro, como es, que el coro era una tropa de comediantes que recitaban, siendo indubitable que era una asamblea de músicos y danzarines. 